# Третья Речь Посполитая
Третья Речь Посполи́тая (пол. III Rzeczpospolita — буквально Третья Республика) — употреблённое в конституции Республики Польша определение польского государства, появившееся после основных политических изменений, произошедших в 1989—1990 годах. Официальное название государства — Республика Польша (пол. Rzeczpospolita Polska). Следует учитывать, что в самом польском языке в термине «Rzeczpospolita Polska» слово «Polska» употребляется как прилагательное, то есть точный перевод названия страны должен был бы звучать «Польская Республика», однако сами польские власти переводят название страны на иностранные языки как «Республика Польша».
Причиной появления этого термина явилось стремление порвать с укладом Польской Народной Республики (ПНР), а также продолжить непосредственно традицию межвоенной Польской Республики (1918—1939) именуемой также II Речью Посполитой.
Принято считать, что решение так называемого Контрактового Сейма Польши (1989—1991) восстановить официальное название государства Республика Польша и герб с короной, которое вступило в силу 31 декабря 1989 года, символически положило начало созданию «Третьей Республики». Согласно другому мнению, началом Третьей Республики является начало или конец «круглого стола», либо назначение правительства Тадеуша Мазовецкого, либо проведение первых свободных выборов в Сейм и Сенат в 1991 году, после ликвидации недемократических структур ПНР. Словосочетание «Третья Республика» фигурирует в преамбуле Конституции Республики Польша от 2 апреля 1997 года.